# ТЕС Махмудія
ТЕС Махмудія — теплова електростанція на півночі Єгипту, розташована за 50 км на південний схід від другого за величиною міста країни Александрії.
ТЕС у складі восьми газових турбін виробництва компанії General Electric потужністю по 25 МВт ввели в експлуатацію у 1983 році. Вона стала однією з трьох (поряд з ТЕС Тальха та ТЕС Ель-Сейюф) газотурбінних станцій потужністю 200 МВт, які спорудили у 1980-х в дельті Нілу.
Станцію звели з розрахунку на використання природного газу, який може надходити через газотранспорту систему району Александрії та перемичку від газопроводу Тальха – Каїр. Як резервне паливо ТЕС може споживати нафтопродукти.
Для охолодження ТЕС Махмудія використовує воду з одного з рукавів дельти Ніла.
У середині 1990-х станцію доповнили двома паровими турбінами потужністю по 59 МВт, кожна з яких живилась від чотирьох котлів-утилізаторів, які в свою чергу отримували енергію після газових турбін. Таким чином створили два блоки комбінованого парогазового циклу, що істотно підвищує паливну ефективність роботи. Можливо відзначити, що ТЕС Махумудія стала одним з трьох об'єктів, де провели подібну модернізацію нарівні зі згаданою вище Тальха та ТЕС Даманхур.
Станом на осінь 2017 року внаслідок зносу обладнання потужність введених у 20-му столітті газових турбін зменшилась з 25 до 21 МВт, а парових з 59 до 50 МВт.
У 2015 році станцію доповнили двома газовими турбінами компанії Ansaldo типу AE94.2 потужністю по 168 МВт, встановленими на роботу у відкритому циклі. В подальшому планується створити на їхній основі парогазовий блок потужністю 480 МВт.